# Silvana Giancola
Silvana Inés Giancola Heinlein (24 febbraio 1962) è un'ex schermitrice argentina.

## Biografia
È la sorella della schermitrice Sandra Giancola.
Ha partecipato ai Giochi della XXIII Olimpiade di Los Angeles nel 1984.

## Palmarès
In carriera ha conseguito i seguenti risultati:
- Giochi panamericani:

Caracas 1983: bronzo nel fioretto a squadre.